# Dharma Parakramabahu IX
Pour les articles homonymes, voir Parâkramabâhu.
Dharma Parakramabahu IX, ou Dharma Parâkkama Bãhu VII est un roi du royaume de Kotte, de la dynastie Siri Sanga Bo, dans l'actuel Sri Lanka.

## Biographie
Dharma Parakramabahu IX né sous le nom de Bhuvanekahabahu, est l’aîné des trois fils issus de l'union du roi Vira Parakramabahu VII et de son épouse principale ; il a deux frères Sri Rajasinha et Vijayabahu VII et deux demi-frères nés d'une épouse secondaire ; Sakalakalvalla et Taniyavalla.